# Welcome (Trinidad y Tobago)
Welcome es una localidad de Trinidad y Tobago, que forma parte de la región de Couva-Tabaquite-Talparo.

## Geografía
La localidad abarca parte de la isla Trinidad y limita al norte con Chin Chin, Madras Settlement y Las Lomas (Nos. 1 & 2), al sur con Longdenville y Todd's Station, al este con Las Lomas (Nos. 1 & 2) y al oeste con Esmeralda (localidad perteneciente al borough de Chaguanas) y Longdenville.

## Demografía
Datos demográficos de la localidad de Welcome:
| Gráfica de evolución demográfica de Welcome entre 2000 y 2011 |
|                                                               |